# Белчер, Джонатан
Джонатан Белчер (англ. Jonathan Belcher; 8 января 1681/2 — 31 августа 1757) — английский торговец, колониальный политик, губернатор Нью-Хэмпшира (1729—1741), Массачусетс-Бэй (1730—1741) и Нью-Джерси (1747—1757).
Родился в богатой семье торговцев Массачусетса, посещал Гарвард-колледж, а затем занялся семейным бизнесом и политикой. Сыграл важную роль в продвижении Сэмюэла Шюта на пост губернатора Массачусетса в 1715 году и вошёл в губернаторский совет, но со временем разочаровался в Шюте и, в конце концов, присоединился к оппозиционной фракции Элиши Кука-младшего. После внезапной смерти губернатора Уильяма Бёрнета в 1729 году успешно добился поста губернатора Массачусетса и Нью-Хэмпшира. Во время своего пребывания в должности конфликтовал с оппозицией и нажил могущественных врагов в обеих провинциях. В долговременном пограничном споре между Массачусетсом и Нью-Хэмпширом встал на сторону Массачусетса, несмотря на формальное провозглашение нейтралитета в этом вопросе. Позднее было обнаружено, что он разрешил незаконные рубки на землях короны своим политическими союзниками. Его оппоненты во главе с Уильямом Ширли и Сэмюэлем Уолдо в конечном итоге убедили Совет по торговле отправить Белчера в отставку, а пограничный спор был разрешен в пользу Нью-Хэмпшира.
В 1747 году был назначен губернатором Нью-Джерси при поддержке сообщества квакеров. Безуспешно пытался посредничать в конфликтах между квакерами Нью-Джерси и крупными землевладельцами, способствовал созданию Колледжа Нью-Джерси, ныне Принстонского университета. Заболел нервным расстройством и умер на посту в 1757 году.

## Ранние годы

### Юность и образование
Джонатан Белчер родился в Кембридже, провинция Массачусетс-Бэй. Он был пятым из семи детей бизнесмена Эндрю Белчера и Сары Гилберт Белчер, дочери торговца из Коннектикута. Его мать умерла, когда ему было семь лет, и отец отправил его жить с родственниками в деревне, пока он расширял свой торговый бизнес. Эндрю Белчер был очень успешен в торговых сделках, хотя некоторые из них нарушали британские навигационные законы, а некоторые предположительно проводились при участии пиратов. Тем не менее, он стал одним из самых богатых людей Массачусетса в 1680—1690-х годах. Чтобы повысить статус семьи, Эндрю отправил своего сына в Бостонскую латинскую школу в 1691 году, а затем в Гарвард-колледж в 1695 году. Пять сестер Белчера были выданы за представителей политически или экономически значимых родов, создав ценные связи, которые будут способствовать карьере Джонатана.
В январе 1705/6 года Белчер женился на Мэри Партридж, дочери бывшего губернатора лейтенанта Нью-Хэмпшира Уильяма Партриджа, делового партнёра его отца. У пары было трое детей (Эндрю, Сара и Джонатан), Мэри умерла в 1736 году.

### Коммерческая деятельность

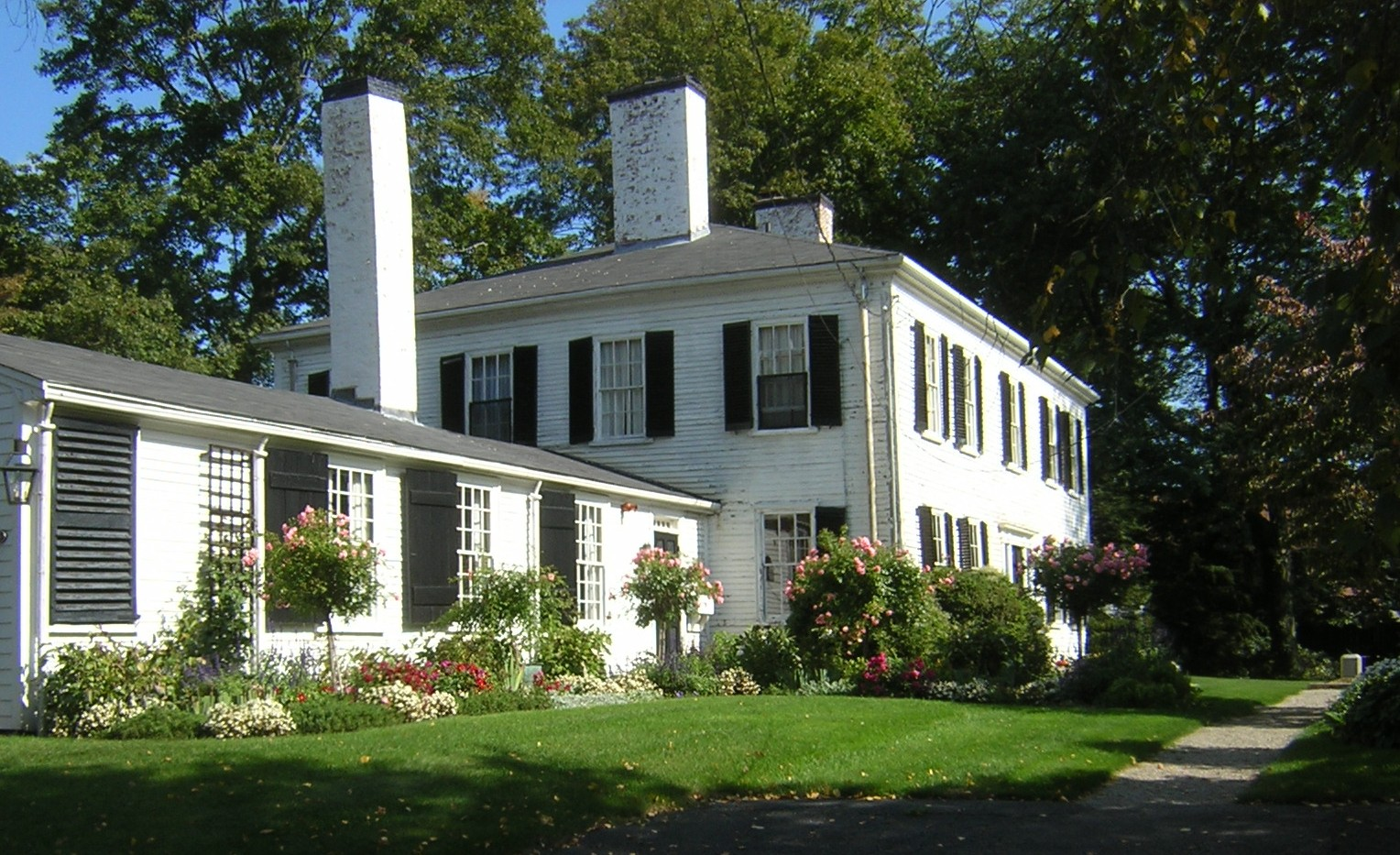
Летний дом Белчера в Милтоне, Массачусетс, сгорел в 1776 году, но его сохранившаяся часть была перестроена вдовой Белчера

Белчер окончил Гарвард в возрасте 17 лет и занялся торговыми делами своего отца. Торговая империя, которую построил его отец, охватывала торговлю из Вест-Индии в Европу и включает в себя акции или прямое владение более чем 15 кораблями. Весной 1704 года отец Белчера отправил сына в Лондон, чтобы развивать деловые контакты и заключать контракты на поставку оружия. После установления отношений, основанных на письмах его отца в Лондон, Белчер отправился в Нидерланды, чтобы заключить сделки с голландскими торговцами и начать вояж по Западной Европе. Посмотрев достопримечательности Роттердама и Амстердама, он отправился в Ганновер, где встретился с будущим британским королем Георгом. Во время этих путешествий Белчер он проникся кальвинистскими идеями, которые в дальнейшем влияли на его политическую деятельность.
В годы войны за испанское наследство отец Белчера оставался главным поставщиком оружия и ресурсов в провинциальную милицию и служил комиссаром провинции. Джонатан также принимал участие в управлении торговой деятельностью семьи. В 1708 году он снова отправился в Лондон, где заключил крупный контракт с Адмиралтейством. Перед возвращением в Массачусетс вновь побывал при дворе Ганновера. Война усилила экономические потрясения в Массачусетсе, а Белчеры, запасавшие зерно и другие предметы снабжения для военного использования, стали объектом для недовольства со стороны населения, когда возникла нехватка продовольствия. Однажды Белчер даже был избит толпой.

### Собственные проекты
Коммерческие интересы Белчера включали нерегулярную торговлю рабами. Известно, что он владел рабами, приобретя их у своего друга, Исаака Ройяла-старшего. Он подарил раба-индейца герцогине Ганновера Софии во время своего второго визита в 1708 году. Несмотря на это, Белчер в письмах выражал отвращение к рабству.
Помимо торговли, семья Белчеров также имела обширные земельные владения в Новой Англии. В 1716 году Белчер приобрел пограничные земли с Коннектикутом, на которых впоследствии был построен город Белчертаун.
На землях в современной штате Коннектикут Белчер безуспешно пытался разведать запасы меди. В 1714 году он расширил свои интересы в горнодобывающей отрасли, приобретя долю в шахте в Симсбери (ныне Восточный Гранби, Коннектикут). В 1735 году он сообщил, что вложил в эти предприятия 15 000 фунтов стерлингов, которые частично не оправдались из-за того, что, согласно британскому законодательству, в то время выплавка меди в колониях была вне закона, что требовало дорогостоящей отгрузки руд в Англию. В конечном итоге он начал незаконную плавку.
После воцарения короля Георга I в 1714 году Эндрю Белчер отправил Джонатана в Лондон, пытаясь извлечь выгоду из его связей с новым королем. Во время этой поездки Белчер занимался наймом персонала для своих объектов в Коннектикуте. Помимо найма опытного металлурга в Англии, он также нанял немецких шахтёров, район возле шахты Симсбери стал известен как «Ганновер» вследствие их прибытия.

### Агент и советник

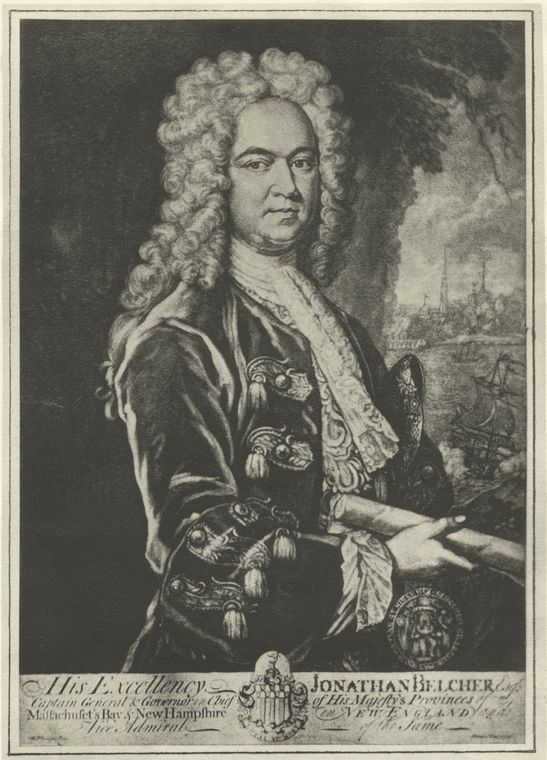
Белчер заказал этот портрет, когда был назначен губернатором колоний Массачусетс и Нью-Хэмпшир

Полковник Элизеус Бёрджес был назначен новым губернатором Массачусетса и Нью-Хэмпшира. Белчер вместе со своим соотечественником Иеремией Даммером, представлявшим интересы противников создания земельного банка, которому симпатизировал Бёрджес, подкупили нового губернатора за 1000 фунтов стерлингов, чтобы тот ушёл в отставку. Даммер и Белчер сыграли важную роль в продвижении Сэмюэла Шюта в качестве альтернативы Бёрджеса. Они активно консультировали Шюта по вопросам политической ситуации в провинции после того, как тот получил пост губернатора. Шют прибыл в Бостон 4 октября 1716 года.
Белчер был избран в Губернаторский совет Массачусетса в 1718 году. Во время правления Шюта Белчер рассматривался как член политической фракции, которая в целом поддерживала губернатора, в противовес фракции Элиши Кука-младшего. Эта борьба продолжалась до того, как Шют покинул провинцию в конце 1722 года, чтобы добиться признания своей правоты в споре с провинциальным собранием от Тайного совета в Лондоне.
Когда новый губернатор Уильям Бёрнет прибыл в провинцию 1728 году, Белчер неожиданно был избран делегатом от Бостона на выборах в собрание, став одним из союзников Кука. В споре Бёрнета с собранием о его жаловании Кук и Белчер совместно выступили против губернатора. Белчер был избран собранием в качестве агента в Лондон, чтобы объяснить колониальную позицию о жаловании губернатора Тайному совету, а Кук помог собрать средства, необходимые для поездки.

## Губернатор Массачусетса и Нью-Хэмпшира
В 1729 году, когда Белчер находился в Лондоне, стало известно, что губернатор Бёрнет неожиданно умер. Белчер использовал свои связи при дворе и добился поста губернатора Массачусетса и Нью-Хэмпшира. Принимая пост, он фактически обязался проводить политику, с прошением о прекращении которой он и был делегировал в Лондон. Во время длительного правления Белчера (1730—1741) он одновременно убеждал колониальных политиков, что действует в их интересах, и пытался убедить лондонских колониальных администраторов, что он реализует их указания. Историк Уильям Пенкак пишет, что, как следствие, «пытаясь сохранить хорошие отношения с провинцией и лондонской администрацией, он потерял уважение обеих сторон».

### Массачусетс

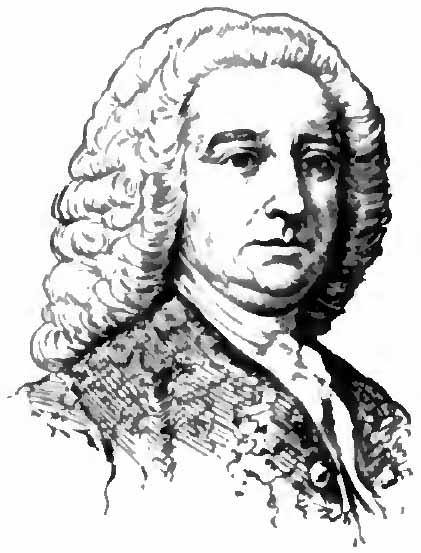
Уильямом Ширли, один из главных оппонентов Белчера

Во время пребывания в Лондоне Белчер договорился о замене лейтенанта-губернатора (своего заместителя) Уильяма Даммера Уильямом Тейлером и рекомендовал, чтобы Иеремия Даммер, с которым у него теперь сложились напряженные отношения, был лишен статуса колониального агента. Белчер был хорошо принят в Массачусетсе по прибытии в 1731 году, но тут же начал зачищать органы власти от своих оппонентов и расставлять сторонников.
Белчер препятствовал англиканской церкви в Новой Англии получить освобождение от церковных налогов и симпатизировал квакерам. В 1735 году Белчер руководил встречей в Дирфилде, на которой индейцы Стокбриджа согласились принять конгрегационалистских миссионеров.
Белчер также стремился улучшить условия ведения бизнеса в Бостоне. Во время своих вояжей по Европе он имел возможность наблюдать сравнительно упорядоченные рынки в голландских городах; он использовал этот опыт, чтобы значительно реформировать ранее хаотичные рынки Бостона. По его инициативе одна из улиц Бостона получила наименование Ганноверской.

### Нью-Хэмпшир
Администрация Белчера в Нью-Хэмпшире начиналась благополучно, но быстро стала конфликтной. Он узнал, что лейтенант-губернатор Джон Вентворт предложил свою поддержку Сэмуэлу Шюту, когда пост губернатора был вакантен, и обрушился с гонениями на весь клан Вентвортов. Он сделал своим союзником и доверенным лицом Ричарда Уолдрона, противника Вентворта. Поскольку Джон Вентворт в течение своего длительного пребывания на посту заместителя губернатора создал себе мощную опору в лице землевладельцев провинции и торговцев, конфликт между ним и Белчером обрел значительный размах. Вентворт и его сторонники были недовольны тем, что Нью-Хэмпшир был привязан к Массачусетсу общим губернатором, многие возмущались тем фактом, что человек Массачусетса занял эту должность. Из-за их влияния собрание Нью-Хэмпшира было враждебным к Белчеру. Белчер неоднократно предпринимал неудачные попытки заполучить симпатии собрания, неоднократно призывая к его перевыборам, но депутаты не пошли на компромисс.
Белчер был разочарован назначением Дэвида Данбара лейтенант-губернатором Нью-Хэмпшира после смерти Джона Вентворта в декабре 1730 года. Данбар был дружен с Вентвортами и был королевским геодезистом, ответственным за обозначение деревьев, пригодных для использования в качестве мачт кораблей. Действия Данбара были направлены против сторонников Белчера, которые занимались незаконной рубкой на землях, выделенных под королевские посадки. Белчер предпринял все возможные шаги, чтобы Данбар не мог осуществлять свои полномочия, отказавшись включить его в губернаторский совет. Данбар начал поиск сторонников в Лондоне, чтобы добиться отставки Белчера. Незаконная лесозаготовительная деятельность союзников Белчера в конечном итоге привлекла внимание Уильяма Ширли, королевского адвоката провинциального суда, чьим покровителем был могущественный герцог Ньюкасл.

### Пограничный спор
Белчер не желал разрешать давние пограничные споры между Нью-Хэмпширом и Массачусетсом. Спорная территория включала районы к западу от реки Мерримак от её большого изгиба вблизи современного Челмсфорда, Массачусетс, до современного Конкорда, Нью-Хэмпшир. Конкурирующие землевладельцы двух провинций в 1730-м годы участвовали в напряженном судебном разбирательстве. Несмотря на свой формальный нейтральный статус, Белчер тайно способствовал передаче земель на севере и западе от реки Мерримак Массачусетсу. Спор в конечном итоге достиг высших уровней правительства в Англии. Адвокаты Нью-Хэмпшира нашли способного представителя Джона Томлинсона, лондонского торговца, который в 1737 году убедил Совет по торговле учредить комиссию по пограничному вопросу. Несмотря на попытки Белчера провести законодательные процедуры в пользу Массачусетса (например, дать Нью-Хэмпширу только один день на подготовку дела к разбирательству, а Массачусетсу — несколько месяцев), окончательное постановление о границе, выпущенное в 1739 году, было больше в пользу Нью-Хэмпшира.

### Объединенная оппозиция

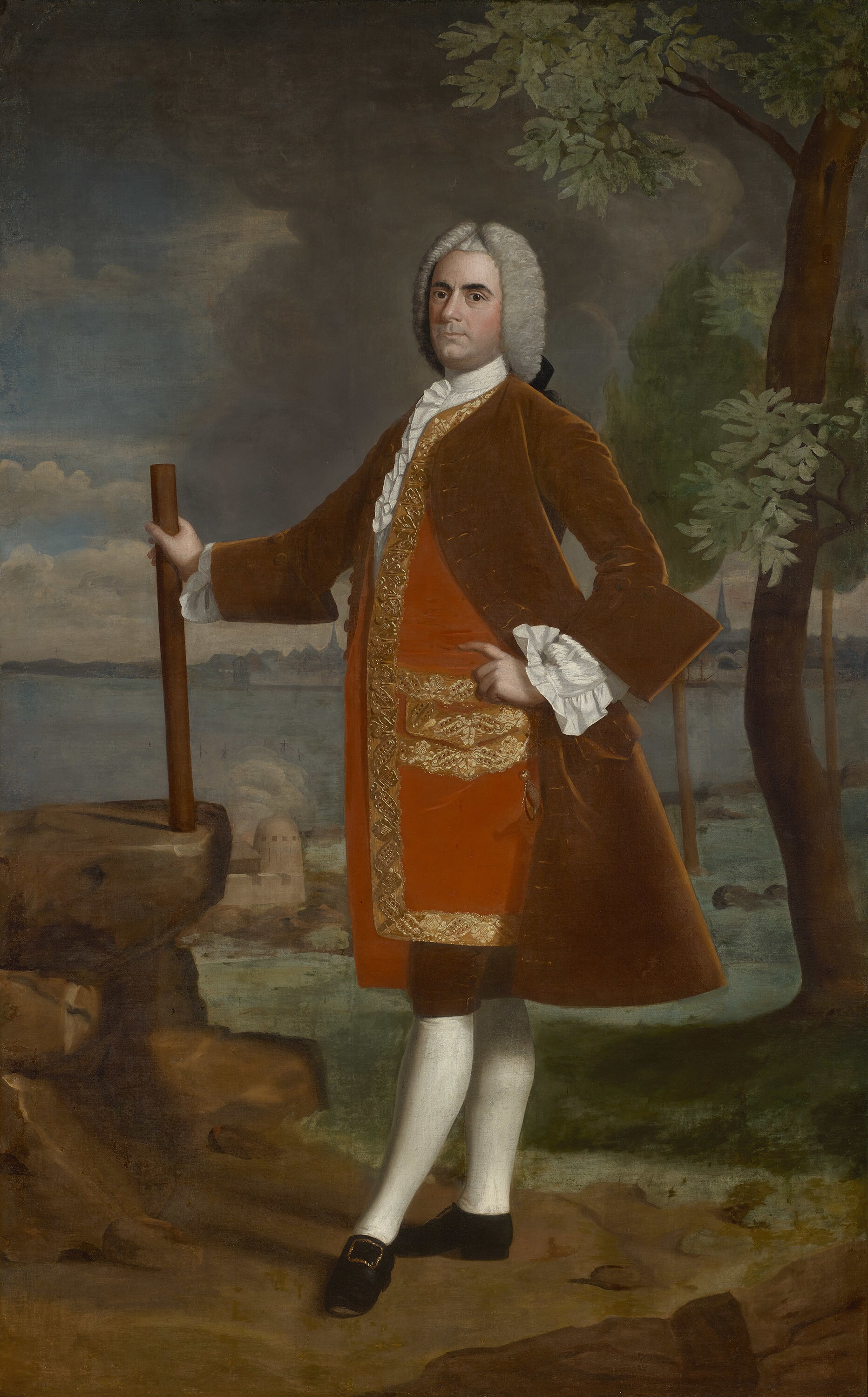
Сэмюэл Уолдо, богатый бизнесмен из Массачусетса, возражал против незаконных рубок на землях Короны, разрешенных Белчером во время пребывания на посту губернатора

К 1736 году политические враги Белчера начали объединяться в единую оппозицию в Лондоне. Уильям Ширли, который искал более прибыльный пост, отправил жену в Лондон, чтобы она лоббировала его интересы, а также договорился с Сэмюэлем Уолдо, богатым торговцем лесом, чьи контракты с Королевским флотом страдали от поддержки Белчером незаконных рубок. Дэвид Данбар подал в отставку с поста лейтенант-губернатора Нью-Хэмпшира в 1737 году и отправился в Лондон, где представил документы по лесозаготовкам. Эти силы объединились в попытке организовать отставку Белчера.
Ситуация стала более сложной в 1739 году из-за лондонской политики и валютного кризиса в Массачусетсе. Белчеру было приказано осуществить вывод из оборота большого количества бумажной валюты в Массачусетсе к 1741 году, а законодательство для этого было отклонено Советом по торговле, что привело к появлению конкурирующих банковских организаций в провинции. Одна из фракций, в которой доминировали землевладельцы, предложила земельный банк, а торговцы предложили банк, выпускавший векселя с серебряным обеспечением. Эти инициативы разделил политиков Массачусетса, и Белчер не принял конкретную сторону из страха оттолкнуть сторонников другой стороны. Вместо этого Белчер пытался выбить себе приемлемую схему выхода на пенсию.
В то же время герцог Ньюкасл успешно оказал давление на премьер-министра Роберта Уолпола, чтобы объявить войну Испании в 1739 году. Часть военной стратегии включала привлечение провинциальных сил для оказания помощи в операциях против испанских владений в Вест-Индии. Белчер, от которого ожидали мобилизации около 400 человек, пообещал собрать 1000 человек, но смог собрать всего лишь 500 человек в Массачусетсе, и меньше 100 из Нью-Хэмпшира.
Точные причины увольнения Белчера не установлены. К таковым принято относить приобретение Белчером множества врагов и интересы Короны. До 1739 года большинство попыток «свергнуть» Белчера потерпело неудачу. Но с началом войны имперские и колониальные интересы совпали: Корона нуждалась в провинциальном ополчении, а плохие отношения Белчера с местными политиками не позволяли реализовать эти интересы. В апреле 1740 года Ньюкасл фактически предложил Ширли доказать, что он может более эффективно собрать войска. Ширли занялся наймом войск, регулярно отправляя Ньюкаслу отчёты о своих успехах. Ньюкасл предоставил эту информацию Совету по торговле, который признал необходимость отставки Белчера. В апреле 1741 года Тайный совет одобрил назначение Уильяма Ширли в качестве губернатора Массачусетса, а Беннинга Вентворта — в качестве губернатора Нью-Хэмпшира в июне следующего года.

## Губернатор Нью-Джерси
Тот факт, что он был заменен Ширли, стал для Белчера неожиданностью. Он ожидал потерять губернаторство Нью-Хэмпшира, но был потрясен, когда получил новости о потере права управления Массачусетсом. После приезда Ширли Белчер уехал в свое поместье Милтон. Казалось, он больше не проявлял интереса к политике, а в 1743 году отправился в Англию, остановился в Дублине, чтобы навестить своего сына Джонатана-младшего. Когда он приехал в Лондон, он присоединился к лидерам квакерских общин, рассчитывая на новое назначение. Там он оставался три года, пока в 1746 году не пришла новость, что губернатор Нью-Джерси Льюис Моррис умер. Поскольку у Нью-Джерси были сильны позиции квакеров, Белчер начал мобилизовывать сторонников в лондонском квакерском сообществе, чтобы добиться поста губернатора.
Он служил губернатором Нью-Джерси с 1747 года до своей смерти в 1757 году. Примерно через год после его прибытия в Берлингтон (провинциальную столицу) он женился во второй раз на Луизе Тил, вдове, которую встретил в Лондоне. Политическая ситуация, в которой Белчер погрузился, была весьма ожесточенной, в предыдущем году в результате разногласий по поводу земельных наделов между землевладельцами, контролировавшими провинциальный совет, а также фермерами и арендаторами, которые контролировали провинциальное собрание, произошли беспорядки. Издание законов было приостановлено с 1744 года из-за неспособности собрания, совета и губернатора разрешить разногласия. Высокомерные действия губернатора Морриса в поддержку землевладельцев объединили ранее разделенные популистские группировки против него и совета. Провинция к тому же представляла собой «лоскутное одеяло» из разных культур и религий, в отличие от Новой Англии.

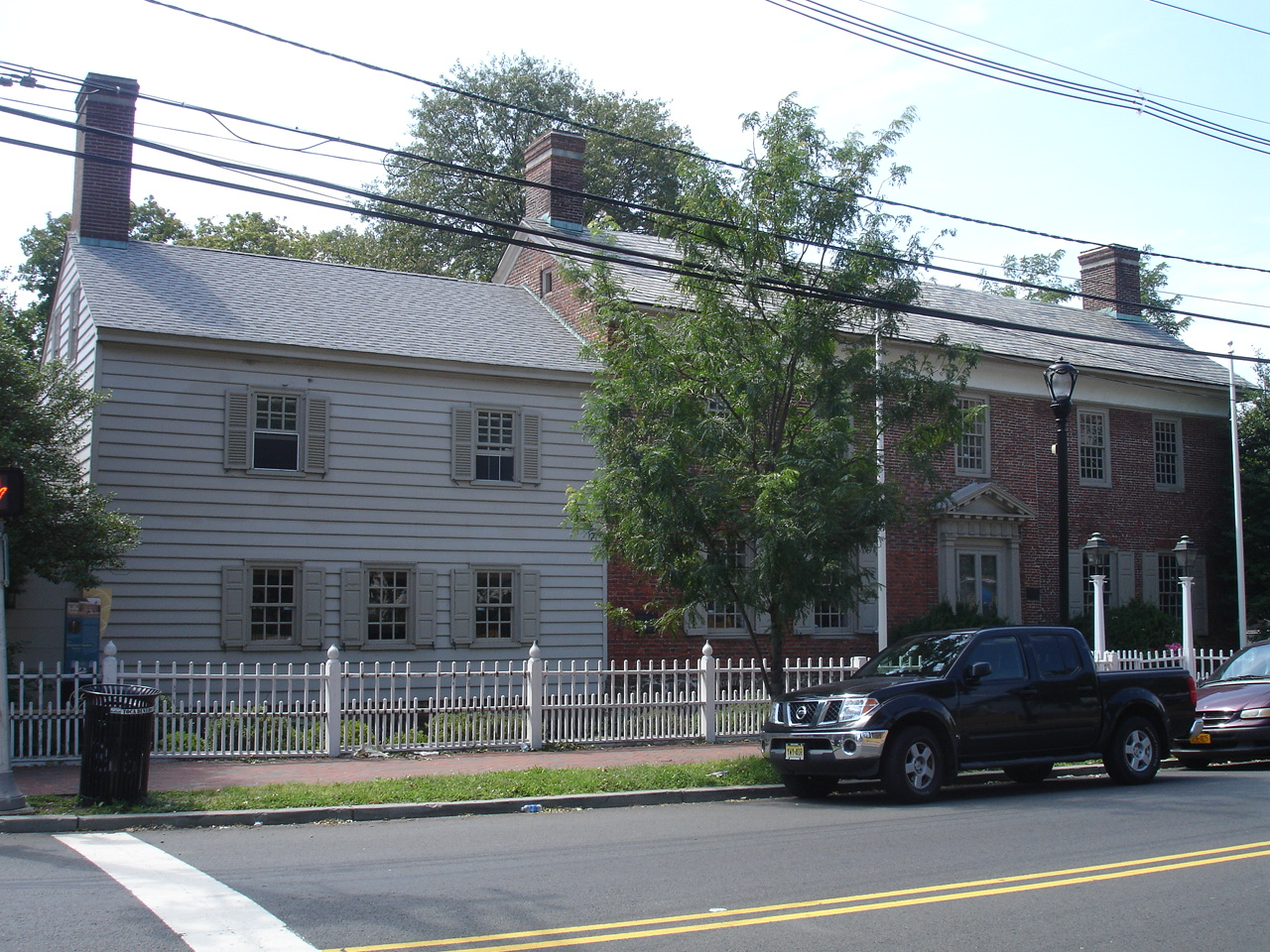
Дом Белчер-Огден в Элизабет, Нью-Джерси, был резиденцией губернатора в бывшей провинциальной столице, тогда называвшейся Элизабеттаун

Белчер считал, что земельные споры должны быть разрешены путем переговоров между сторонами и стремился сохранить позицию арбитра. Он отказался безоговорочно поддерживать совет в его действиях по продвижению своих имущественных интересов и получил некоторую поддержку собрания.
Один спорный вопрос, который Белчер смог решить, — это создание Колледжа Нью-Джерси (ныне известного как Принстонский университет). Создание колледжа была предложена евангельскими пресвитерианцами Нью-Джерси, которым Белчер симпатизировал. Однако лидеры квакеров и землевладельцы высказали оговорки в отношении стремления пресвитериан учредить устав для школы, и губернатор Моррис заморозил решение вопроса. После его смерти президент совета Джон Гамильтон, действуя до назначения Белчера, предоставил устав. Противники колледжа оказали давление на Белчера, чтобы отозвать устав; вместо этого он подтвердил устав колледжа и включил в совет множество религиозных деятелей. Когда первое здание колледжа было построено в 1754 году, совет колледжа хотел назвать его в честь Белчера, но он возразил, предпочитая, чтобы его назвали в честь короля Вильгельма III Оранского из династии Нассау. В результате здание стало известно как Нассау-холл. Он также поддержал создание библиотеки колледжа, которой завещал свою личную библиотеку.
Споры между советом и собранием продолжались до начала войны с французами и индейцами в 1754 году, когда было достигнуто некоторое единство. Собрание возражало против увеличения финансирования милиции в 1755 году, поскольку Белчер отказался санкционировать выпуск дополнительной бумажной валюты. Уже к этому времени Белчер болел и все встречи проводил в своём доме в Элизабеттауне. Он страдал от прогрессирующего паралитического расстройства. В конце концов у Белчера парализовало руки, и жена стала писать за него. Он умер в своём доме в Элизабеттауне 31 августа 1757 года. Его тело было доставлено в Массачусетс, где он был похоронен в Кембридже.

## Семья и наследие

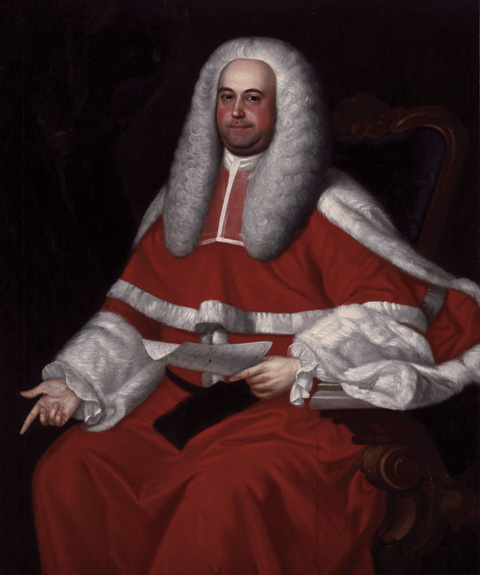
Сын Белчера Джонатан

Самый младший сын Белчера Джонатан был назначен главным судьей Верховного суда Новой Шотландии и лейтенант-губернатором Новой Шотландии. Его другой сын, Эндрю, продолжал заниматься семейным бизнесом, а также служил в совете губернатора Массачусетса. У Белчера не было детей от второй жены Луизы, при этом он убедил своего сына Эндрю жениться на её дочери от первого брака. Белчер был также дядей будущего лейтенант-губернатора Массачусетса Эндрю Оливера и главного судьи Верховного суда Массачусетса Питера Оливера, а также был прадедом британского адмирала Эдварда Белчера.
Белчертаун в Массачусетсе назван в его честь. Его дом в Элизабеттауне ныне является памятником истории и архитектуры как дом Белчер-Огден. Летний дом Белчера в Милтоне, Массачусетс, был разрушен огнем в 1776 году, но восстановлен его вдовой и ныне известен как дом Белчер-Роу.

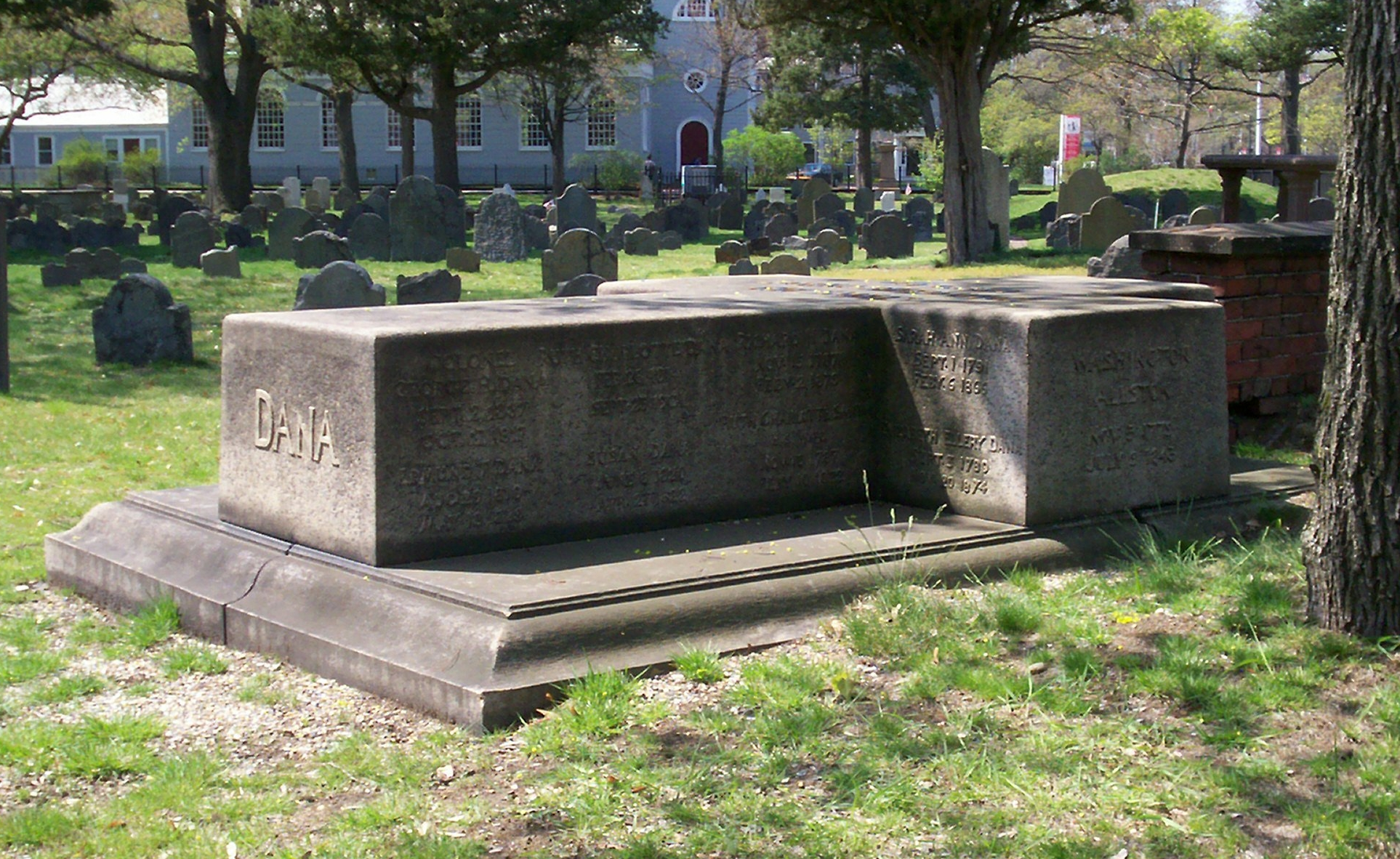
Могила Джонатана Белчера в Кембридже

Белчер в своей последней воле указал, чтобы его похоронили рядом в другом и двоюродным братом, судьей Джонатаном Ремингтоном (1667—1745). Памятник, который он при жизни заказал для своего надгробия, так и не был изготовлен. Место захоронения было забыто, лишь в конце 1800-х годов историки обнаружили, что губернатор Белчер и судья Ремингтон были захоронены в одной могиле на Старом кладбище в Кембридже.

### Статьи
- Allegro, James. "Increasing and Strengthening the Country": Law, Politics, and the Antislavery Movement in Early-Eighteenth-Century Massachusetts Bay (англ.) // The New England Quarterly[англ.] : journal. — 2002. — March (vol. 75, no. 1). — JSTOR 1559879.
- Foster, Stephen. Another Legend of the Province House: Jonathan Belcher, William Shirley, and the Misconstruction of the Imperial Relationship (англ.) // The New England Quarterly[англ.] : journal. — 2004. — June (no. Volume 77, No. 2). — JSTOR 1559744.
- Peterson, Mark. Theopolis Americana: The City-State of Boston, The Republic of Letters, and the Protestant International, 1689–1739 (англ.) // Soundings in Atlantic History : journal  / Bailyn, Bernard. — Cambridge, MA: Harvard University Press, 2009. — ISBN 978-0-674-03276-7.